# TT Corvi
TT Corvi (HD 107814) är en ensam stjärna i norra delen av stjärnbilden Korpen. Den har en genomsnittlig skenbar magnitud av ca 6,48 och är mycket svagt synlig för blotta ögat där ljusföroreningar ej förekommer. Baserat på parallaxmätning inom Hipparcosuppdraget på ca 3,5 mas, beräknas den befinna sig på ett avstånd på ca 923 ljusår (ca 283 parsek) från solen. Den rör sig bort från solen med en heliocentrisk radialhastighet på ca 4 km/s.

## Egenskaper
TT Corvi är en röd jättestjärna av spektralklass M2 III. Den har en radie som är ca 67 solradier och har ca 993 gånger solens utstrålning av energi från dess fotosfär vid en effektiv temperatur av ca 3 600 K.

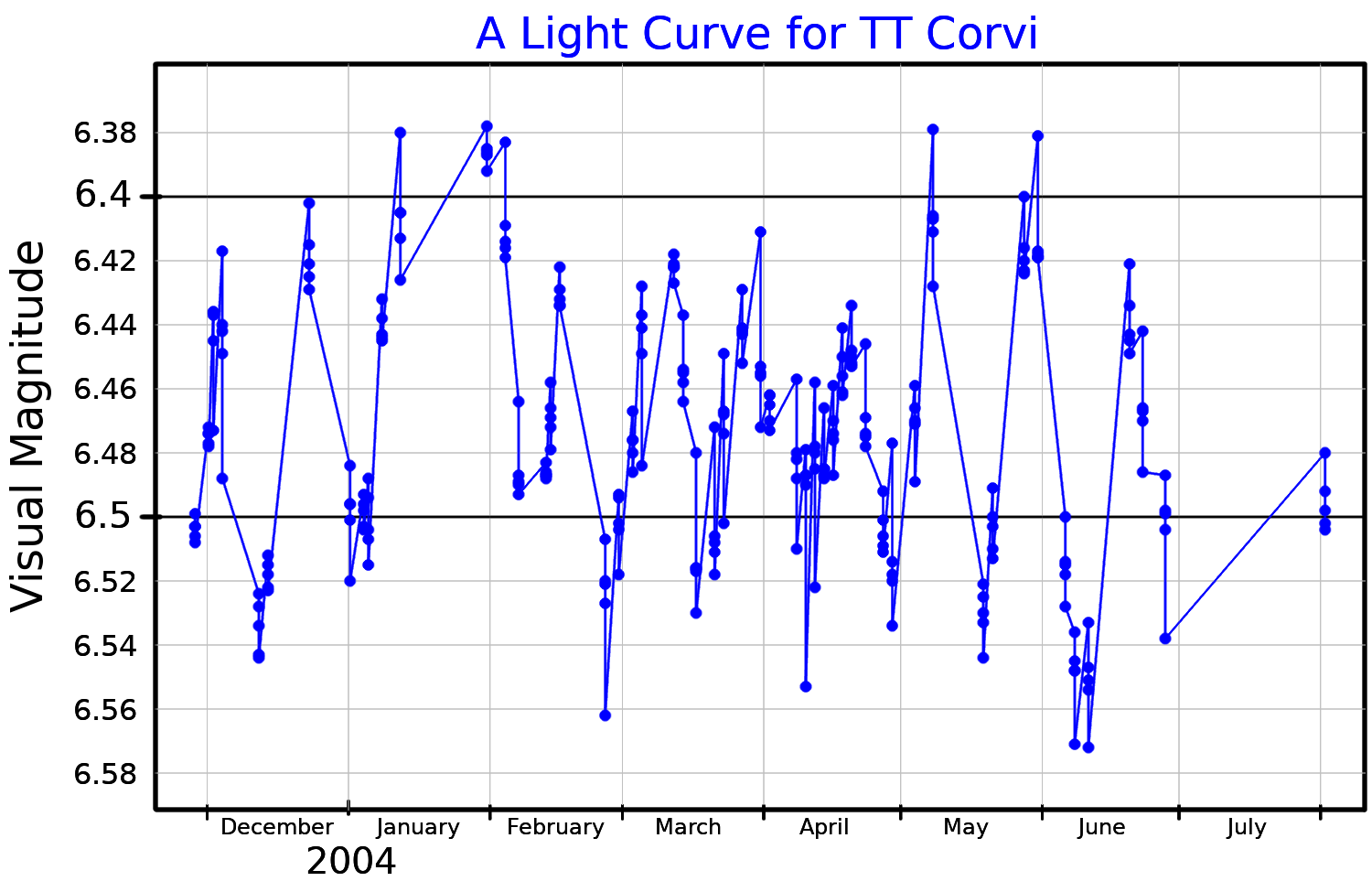
Ljuskurva för TT Corvi, plottad från ASAS-data.

TT Corvi är en halvregelbunden variabel, som varierar från skenbar magnitud 6,459 till 6,561 med en period av 0,089 dygn.